# Rundfunkjahr 2024
Liste der Rundfunkjahre

◄◄ | ◄ | 2020 | 2021 | 2022 | 2023 | Rundfunkjahr 2024 | 2025

Weitere Ereignisse

## Allgemein
- 01. Januar: Das Neujahrskonzert der Wiener Philharmoniker wird zum 66. Mal vom ORF übertragen.
- Deutschlandradio und SWR3 kündigen an, ihre jeweiligen gedruckten Zeitschriften (Das Magazin (Deutschlandradio) und SWR3 Das Magazin inklusive des SWR3-Clubs) zum Jahresende einzustellen. In Zukunft sollen diese Informationen ausschließlich in digitaler Version zur Verfügung gestellt werden.

## Hörfunk
- 01. Januar: 30. Jahrestag der Aufnahme des Sendebetrieb des Deutschlandradios.
- 31. Januar: Auf Österreich 1 wird die letzte Folge der Wissenschaftssendung Salzburger Nachtstudio ausgestrahlt. Die Sendung war seit 1956 im Programm. Der Titel der letzten Folge lautet: Das Ich im digitalen Raum. Nachfolgesendung wird die Science Arena, die am Sendeplatz Montag 16:05 Uhr ins Programm aufgenommen wird.
- 05. Februar: Bei dem Kulturprogramm des ORF Österreich 1 tritt eine Programmreform in Kraft, die – im Gegensatz zu den Reformen bei den deutschen Kulturwellen – nicht nur zu Umschichtungen vom linearen Programm zu Online-Angeboten führt, sondern die das lineare Programm stärkt und ausbaut.[1]
- 31. März: Die BBC strahlt kein gesondertes Programm mehr auf der Langwellenfrequenz 198 kHz von BBC Radio 4 aus, damit entfällt die terrestrische Ausstrahlung des Seewetterberichts. Die ursprünglich geplante vollständige Abschaltung der Langwelle zu diesem Stichtag konnte vorläufig nicht umgesetzt werden, da immer noch ca. 900.000 Stromzähler in Großbritannien auf die Langwelle angewiesen sind, um zwischen Hoch- und Niedertarif umzuschalten.[2]
- 02. April: Umfangreiche Programmreformen bei den ARD-Kulturwellen beginnen bei Bayern 2 und bei rbbKultur. Bei dem Wortprogramm des Bayerischen Rundfunks werden eine Reihe traditionsreicher Sendungen eingestellt. Betroffen sind das Büchermagazin Diwan, das Nachtstudio, die tägliche Sendung KulturWelt und Jazz & Politik. Die Beiträge sollen in das laufende Programm einfließen und in jederzeit ein- und abschaltbaren Magazinen mit hohem Musikanteil einfließen. Hier wie auch beim Kulturprogramm für Berlin und Brandenburg dominieren anspruchsvolle Popmusik und Jazz, während der Anteil klassischer Musik sinkt. Bei dem zu Radio 3 umbenannten Kulturprogramm des Rundfunks Berlin-Brandenburg wurde ein tagesaktuelles Morgenprogramm eingeführt, das neben aktuellen Beiträgen, Interviews zum Zeitgeschehen und Kulturnachrichten keine klassische Musik mehr enthält. Die Veränderungen wurden kritisch aufgenommen.[3][4][5]
- 15. April: Umbenennung von SWR2 in SWR Kultur.
- 15. April: Die Mittelwellenfrequenzen von BBC Radio 4 werden endgültig abgeschaltet.[6]
- 20. April: Mit der Oper Elektra von Richard Strauss wird zum ersten Mal der gemeinsame ARD-Opernabend „ARD Oper“ in den Kulturwellen der ARD ausgestrahlt.
- 29. April: Die Sendung Mitreden! Deutschland diskutiert wird erstmals in den meisten Informationswellen der ARD ausgestrahlt. Damit begann gleichzeitig der neu eingeführte ARD-Infoabend. Der Beginn des gemeinsamen Programms am Abend und in der Nacht wurde von 22 Uhr auf 20 Uhr vorgezogen. Die Programme WDR 5 und MDR Aktuell beteiligten sich noch nicht und sollen erst später hinzustoßen.
- 31. Dezember: In der Schweiz wird der UKW-Sendebetrieb der SRG-Sender eingestellt (Geschichte des Radios in der Schweiz und Liste der UKW-Radiosender in der Schweiz)
- 31. Dezember: Der österreichische Sender Moosbrunn stellt seinen Sendebetrieb auf Kurzwelle ein.

## Fernsehen
- 01. Januar: Vor 40 Jahren begann der Sendebetrieb des Privatfernsehens in Deutschland
- 01. Januar: DF1 nimmt den Sendebetrieb auf
- 06. Mai: ARD und ZDF kündigen an, bei der weiteren Entwicklung ihrer Mediatheken enger zusammenzuarbeiten. Ab 2025 soll eine gemeinsame technische Basis bereitstehen. Die Mediatheken sollen aber weiterhin getrennt bestehen bleiben.[7] Die Technik soll als Open Source entwickelt werden.[8]
- 12. Juni: Die Tagesschau wird erstmals um 19 Uhr auf tagesschau24 in Einfacher Sprache ausgestrahlt.[9]

## Gestorben
- 13. März: Klaus Gmeiner (* 1932), österreichischer Hörfunk- und Theaterregisseur stirbt 91-jährig in Wien.
- 15. oder 16. März: Teddy Podgorski (* 1935), österreichischer Fernsehintendant, Schauspieler, Radio- und Fernsehjournalist stirbt 88-jährig in Wien.
- 06. Mai: Bernard Pivot (* 1935), französischer Journalist, Autor, Hörfunk- und Fernsehmoderator, stirbt 89-jährig in Neuilly-sur-Seine. Er war vor allem bekannt geworden als Moderator der Literatur- und Kultur-Talkshows Apostrohpes und Bouillon de culture in den 1980er- und 1990er-Jahren im französischen Fernsehen.
- 07. Juni: Peter M. Preissler (* 1943), österreichischer Regisseur, Schauspieler und Autor stirbt 81-jährig in Wien.
- 23. Juli: Susanne Bard (* 1963), deutsche Theaterschauspielerin, Hörspielsprecherin, Musicaldarstellerin und Theaterintendantin stirbt 61-jährig in Magdeburg.
- 31. Dezember: Johnnie Walker (* 1945), britischer Hörfunkmoderator und DJ stirbt mit 79 Jahren.